# Helictotrichon quinquesetum
Helictotrichon quinquesetum är en gräsart som först beskrevs av Ernst Gottlieb von Steudel, och fick sitt nu gällande namn av Herold Georg Wilhelm Johannes Schweickerdt. Helictotrichon quinquesetum ingår i släktet Helictotrichon och familjen gräs. Inga underarter finns listade i Catalogue of Life.